# Hamnviken, Norrbotten
Hamnviken är en sjö i Piteå kommun i Norrbotten och ingår i Alterälven-Piteälvens kustområde. Sjön är 6,5 meter djup, har en yta på 0,0762 kvadratkilometer och är belägen 1 meter över havet.

## Delavrinningsområde
Hamnviken ingår i det delavrinningsområde (726094-175929) som SMHI kallar för Rinner mot Svensbyfjärden. Medelhöjden är 6 meter över havet och ytan är 8,74 kvadratkilometer. Det finns inga avrinningsområden uppströms utan avrinningsområdet är högsta punkten. Avrinningsområdets utflöde mynnar i havet, utan att ha någon enskild mynningsplats. Avrinningsområdet består mestadels av skog (21 procent) och jordbruk (15 procent). Avrinningsområdet har 0,08 kvadratkilometer vattenytor vilket ger det en sjöprocent på 0,9 procent. Bebyggelsen i området täcker en yta av 4,45 kvadratkilometer eller 51 procent av avrinningsområdet.